# Rattus baluensis
Rattus baluensis es una especie de roedor de la familia Muridae. Análisis genéticos indican que se originó hace unos 300-400 mil años a partir de una población local de Rattus tiomanicus del norte de Borneo

## Distribución geográfica
Se encuentra sólo en el monte Kinabalu y el cercano monte Tambuyukon al norte de la isla de Borneo (Sabah, en Malasia Oriental). Se ha citado entre los 2000 y 3810 m s. n. m.

## Conservación
Esta especie es muy abundantes en las zonas más altas de los dos picos por encima de los 2.000 m. Ambas poblaciones estuvieron conectadas durante el Holoceno. Sin embargo, hoy día se encuentran aisladas a nivel genético y ecológico, a pesar de que los dos picos están muy cercanos, unos 18 km. Con las predicciones actuales de Cambio Climático para finales del siglo XXI, el área disponible para Rattus baluensis en el monte Tambuyukon prácticamente desaparecerá. Sin embargo, la población en el monte Kinabalu tendrá hábitat disponible en las partes más altas de la montaña.